# Eupoca definita
Eupoca definita is een vlinder uit de familie van de grasmotten (Crambidae). De wetenschappelijke naam van de soort is voor het eerst geldig gepubliceerd in 1964 door Munroe.
De soort komt voor in Brazilië.
1. ↑  Beccaloni, G.W., Scoble, M.J., Robinson, G.S. & Pitkin, B. (Editors). (2003). The Global Lepidoptera Names Index (LepIndex). (Geraadpleegd maart 2013).